# George Tibbits
George Tibbits  (* 14. Januar 1763 in Warwick, Kent County, Colony of Rhode Island and Providence Plantations; † 19. Juli 1849 in Troy, Rensselaer County, New York) war ein amerikanischer Politiker und Mitglied des US-Repräsentantenhauses für New York.

## Werdegang
Tibbits ging klassischen Studien nach und war 1784 in Lansingburgh (New York) als Händler tätig. Dann zog er 1797 nach Troy (New York), wo er seiner Tätigkeit als Kaufmann fortsetzte. Er entschloss sich für eine politische Laufbahn, während der er 1800 in die New York State Assembly gewählt wurde.
Tibbits wurde als ein Föderalist in den 8. US-Kongress gewählt, wo er vom 4. März 1803 bis zum 3. März 1805 tätig war. Er stellte sich 1804 nicht zu Wiederwahl. Später war er von 1815 bis 1818 im Senat von New York tätig. In dieser Zeit kandidierte er 1816 erfolglos um das Amt des Vizegouverneurs (engl. Lieutenanant Governor) von New York.
Er war Mitglied der Commission on State Prisons, welche 1824 einen vorteilhaften Bericht über das Auburn Gefängnis erstellte. Dann war er ein Mitglied der Kommission, welcher mit dem Bau des Sing Sing Gefängnisses betraut wurde. Später war er von 1830 bis 1836 Bürgermeister von Troy. Er starb 1849 in Troy und wurde dort auf dem Oakwood Cemetery beigesetzt.